# Cuatro días de septiembre
Cuatro días de septiembre es una película dirigida por Bruno Barreto, basada en el Secuestro de Charles Burke Elbrick, ocurrido el 4 de septiembre de 1969.

## Argumento
El 4 de septiembre de 1969, el embajador de Estados Unidos en Brasil es secuestrado por un grupo de jóvenes pertenecientes al comando revolucionario MR-8, contrario a la dictadura militar.

## Comentarios
Es una adaptación libre de la obra autobiográfica de O que isso, companheiro? del periodista brasileño Fernando Gabeira.
El film fue rodado en Río de Janeiro.
Es una película basada en los hechos acaecidos en 1969 con el secuestro del embajador Charles Burke Elbrick.